# Mesonemurus harterti
Mesonemurus harterti är en insektsart som beskrevs av Navás 1920. Mesonemurus harterti ingår i släktet Mesonemurus och familjen myrlejonsländor. Inga underarter finns listade i Catalogue of Life.